# Ramvik
Ramvik – miejscowość (tätort) w Szwecji w gminie Härnösand w regionie Västernorrland. Około 746 mieszkańców.